# Ober Ost
Ober Ost é o nome curto para OBERbefehlshaber der gesamten Deutschen Streitkräfte im OSTen, o qual é um termo em alemão significando "Comando Supremo de Todas as Forças Alemãs no Leste". Durante a Primeira Guerra Mundial, Ober Ost estava no comando do front oriental, mais notavelmente na Lituânia, Letônia, Estônia, partes da Polônia, e Curlândia. A terra que controlada foi de cerca de 108.808 km². Constituiu-se a partir de uma necessidade de controlar uma terra recém conquistada sob a qual quase nada era conhecido. Ober Ost foi criado em 1914, e seu primeiro líder foi Paul von Hindenburg, um herói militar prussiano. Quando o Chefe da Equipe Geral Erich von Falkenhayn foi demitido do gabinete em 1916 von Hindenburg o substituiu, e ao Príncipe Leopoldo de Bavária foi dado o controle do Ober Ost.